# Ligne 10 du tramway d'Île-de-France
La ligne 10 du Tramway d'Île-de-France ou T10 (anciennement dénommée Tramway Antony - Clamart ou TAC) est une ligne du tramway d'Île-de-France d'une longueur de 6,8 kilomètres entre la gare de La Croix de Berny, à Antony, et le Jardin Parisien, à Clamart. La ligne croise notamment la ligne B du RER et le Trans-Val-de-Marne à La Croix-de-Berny, ainsi que le tramway T6 à Clamart, assurant une desserte de zones d'activités et d'emplois, comme le parc d'activités de Plessis-Clamart, de différents établissements d'enseignement et de recherche et de zones denses d'habitat.
La ligne est mise en service le 24 juin 2023.

Plan de la ligne (sans le projet de prolongement au nord).

## Histoire

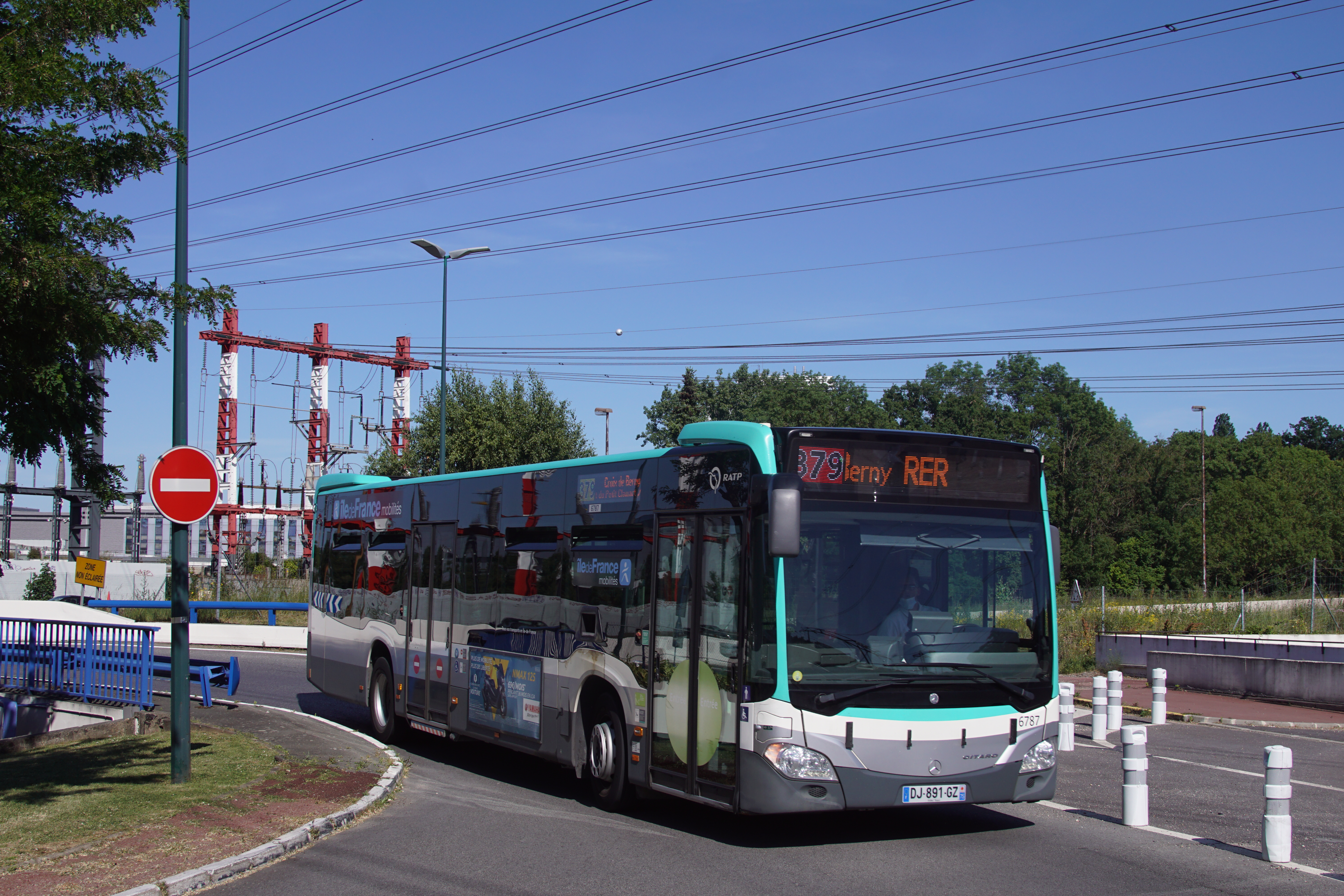
Un bus de la ligne 379 à La Boursidière en 2020.

Le projet est porté dès le départ par un avis très favorable des élus des communes concernées, ainsi que du département des Hauts-de-Seine et de la région Île-de-France.
La ligne partira de la gare de La Croix de Berny à Antony et empruntera la RD 986 jusqu'au carrefour du 11-Novembre-1918 à Châtenay-Malabry, puis la RD 2, jusqu'à Clamart (Jardin Parisien), à l'est de la forêt de Meudon. Elle entraînera le réaménagement des itinéraires des lignes de bus 194, 195, 290, 294 et 379.
Début 2011, le projet évolue et le Syndicat des transports d'Île-de-France (STIF) semble envisager une liaison par un bus à haut niveau de service, afin de faciliter le prolongement ultérieur de la ligne en direction de Paris. Mais finalement, le STIF, lors de son conseil du 6 juillet 2011, approuve la réalisation d'un tramway. La concertation préalable a lieu du 21 janvier au 1er mars 2013 et l'enquête publique est envisagée courant 2015.
Le 10 juillet 2013, le STIF approuve le principe de la réalisation d'un projet de tramway fer en site propre entre La Croix de Berny et Place du Garde pour un tracé de 8,2 kilomètres pour 14 stations. En conséquence, les études sont approfondies en vue de la réalisation de l'enquête publique prévue en 2015. De plus, le principe d'un prolongement vers le Grand Paris Express est confirmé. Cela aura pour conséquence d'augmenter la fréquentation de ce nouveau tramway.
En mars 2014, le Syndicat des transports d'Île-de-France (STIF) publie un plan présentant les projets du Grand Paris dans lequel il attribue à cette ligne, dont la mise en service est prévue en 2023, le numéro « 10 » et la couleur vert pâle.
L'enquête publique se déroule du 5 octobre au 6 novembre 2015. Le projet est déclaré d'utilité publique le 11 octobre 2016.
La première phase des travaux commence en décembre 2017. Les opérations de déviation des réseaux d'eau, d'électricité, de gaz et de télécommunication qui se trouvaient alors sous la plate-forme du tramway doivent durer jusqu'en 2019. Les travaux de génie civil devraient débuter en 2019.
En juin 2020, il est annoncé que la ligne sera finalement ouverte en deux phases, dont la première en mi-2023 ; quant à la seconde phase, qui concerne la traversée de la forêt de Meudon (sur la D2), elle interviendra ultérieurement compte tenu de la volonté de la commune de Clamart d'ajouter une voie routière, ce qui nécessite de nouvelles procédures et retarde la réalisation. Le 28 octobre 2020 ce phasage est précisé, la ligne ne sera construite que jusqu'à la station Jardin Parisien, en raison d’études complémentaires pour un éventuel prolongement ultérieur vers une gare de la ligne 15 du Grand Paris Express ; de ce fait, la date de la mise en service au-delà de Jardin Parisien est inconnue.
Le 20 juillet 2021, le tribunal administratif de Cergy-Pontoise annule la déclaration d'utilité publique en raison des impacts défavorables sur le bois de Verrières et la forêt de Meudon ; cela doit en principe arrêter les travaux. Cependant, le chantier se poursuit. Le vide juridique causé par la décision du tribunal a néanmoins amené le département des Hauts-de-Seine, l'État et Île-de-France Mobilités à faire appel pour « réaffirmer l’intérêt du projet »,.
Les travaux étant stoppés sur le parcours contesté, IDFM présente en mai 2022 une solution alternative qui fera l'objet d'une enquête publique et qui consisterait à partir de la station Jardin Parisien à faire passer le tramway en souterrain sur 3,1 km jusqu'à la gare de Clamart, avec deux stations intermédiaires à Clamart, pour un coût estimé à 700 millions d'euros.
Les premiers essais en ligne ont débuté le 16 janvier 2023. La marche à blanc débute la semaine du 11 mai 2023, pour une mise en service le 24 juin 2023.
Dans le même temps, à partir du 26 juin 2023, les lignes de bus du réseau de la Bièvre reçoivent une nouvelle numérotation mise en place par Île-de-France Mobilités.

## Liste des stations

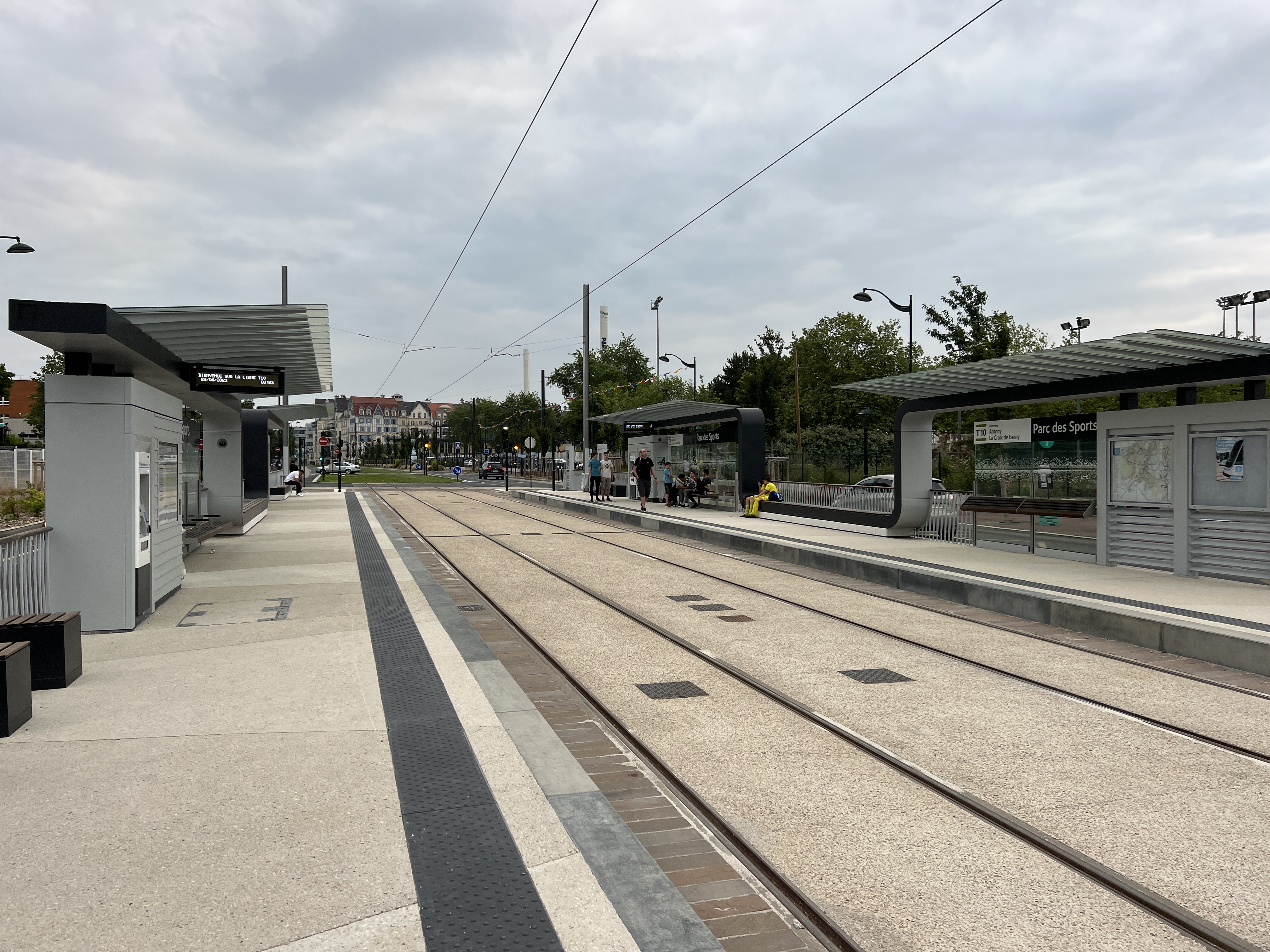
Station Parc des Sports en juin 2023.

Les noms définitifs des stations ont été annoncés par Île-de-France Mobilités le 28 septembre 2018,.
|  |   |  | Station                          | Lat/Long                    | Zone | Communes            | Correspondances |
|  | - |  | -------------------------------- | --------------------------- | ---- | ------------------- | --------------- |
|  | ■ |  | La Croix de Berny Parc de Sceaux | 48° 45′ 46″ N, 2° 18′ 11″ E | 3    | Antony              | Tvm             |
|  | • |  | La Vallée                        | 48° 45′ 41″ N, 2° 17′ 26″ E | 3    | Châtenay-Malabry    |                 |
|  | • |  | Petit-Châtenay                   | 48° 45′ 46″ N, 2° 16′ 50″ E | 3    | Châtenay-Malabry    |                 |
|  | • |  | Théâtre La Piscine               | 48° 45′ 50″ N, 2° 16′ 22″ E | 3    | Châtenay-Malabry    |                 |
|  | • |  | Les Peintres                     | 48° 45′ 53″ N, 2° 15′ 58″ E | 3    | Châtenay-Malabry    |                 |
|  | • |  | Cité-Jardin                      | 48° 45′ 56″ N, 2° 15′ 37″ E | 3    | Châtenay-Malabry    |                 |
|  | • |  | Vallée aux Loups                 | 48° 46′ 05″ N, 2° 15′ 07″ E | 3    | Châtenay-Malabry    |                 |
|  | • |  | Malabry                          | 48° 46′ 23″ N, 2° 14′ 57″ E | 3    | Châtenay-Malabry    |                 |
|  | • |  | Noveos                           | 48° 46′ 39″ N, 2° 15′ 01″ E | 3    | Le Plessis-Robinson |                 |
|  | • |  | Parc des Sports                  | 48° 46′ 46″ N, 2° 15′ 06″ E | 3    | Le Plessis-Robinson |                 |
|  | • |  | Le Hameau                        | 48° 46′ 56″ N, 2° 15′ 11″ E | 3    | Le Plessis-Robinson |                 |
|  | • |  | Hôpital Béclère                  | 48° 47′ 17″ N, 2° 15′ 11″ E | 3    | Clamart             | (T) · (6)       |
|  | ■ |  | Jardin Parisien                  | 48° 47′ 30″ N, 2° 15′ 09″ E | 3    | Clamart             |                 |

Les stations en gras servent de départ ou de terminus à certaines missions. Les coordonnées sont approximatives.

### Intermodalité
Le T10, de par les quartiers mal connectés au réseau de transport francilien qu'il dessert, possède très peu de correspondances avec les autres lignes. On peut néanmoins citer les liaisons avec le T6 à la station Hôpital Béclère, et avec le RER B et le TVM (Trans-Val-de-Marne) au terminus de La Croix de Berny.

## Site de maintenance et de remisage (SMR)

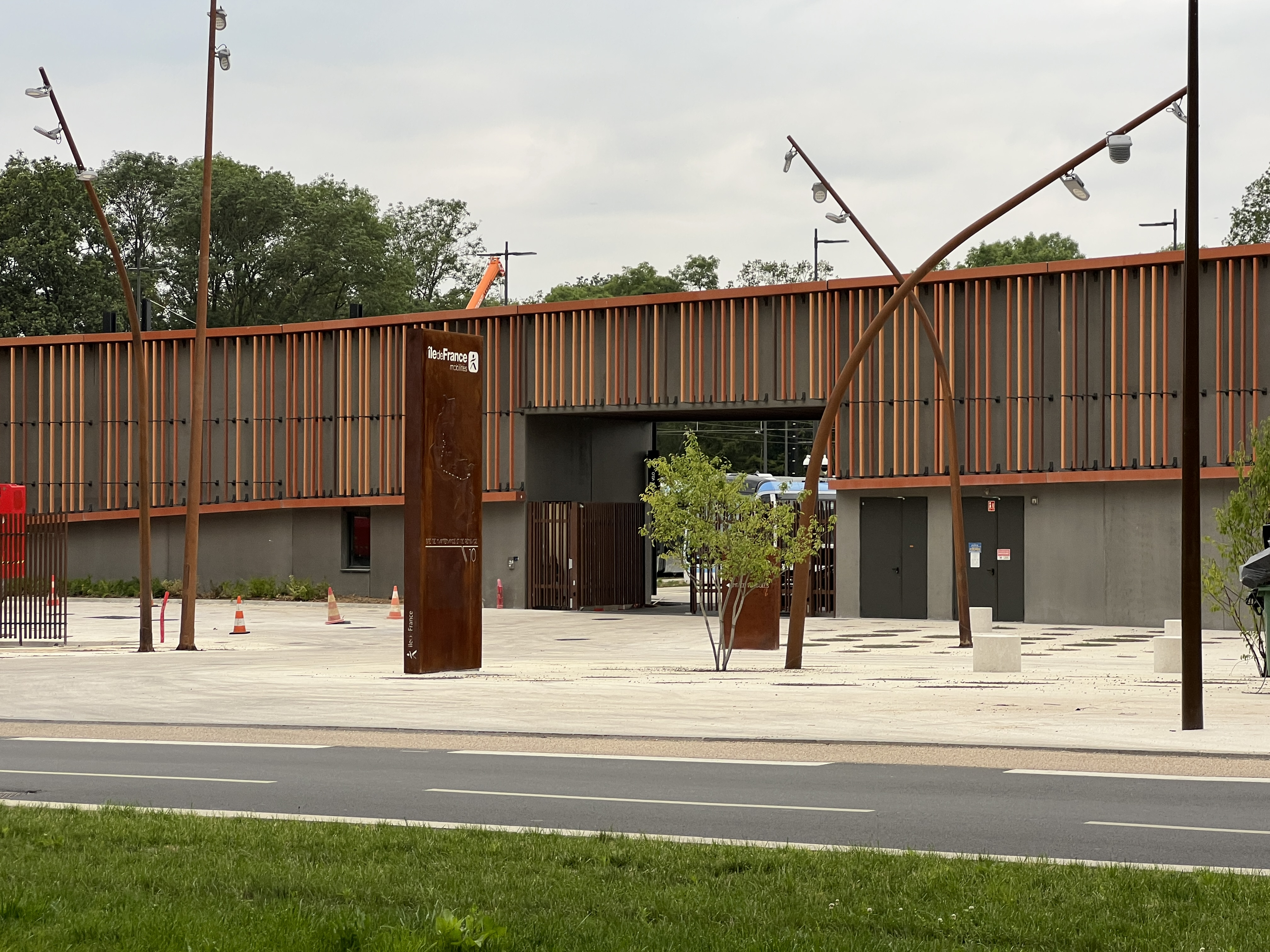
SMR à Châtenay-Malabry.

Le SMR de la ligne T10 a longtemps fait l'objet d'études quant à son emplacement, les deux sites possibles étant :
- la parcelle située dans la zone d’activités Noveos au Plessis-Robinson ;
- la parcelle ONF/ DRIAAF Nord située dans une enclave de la forêt de Verrières sur la commune de Châtenay-Malabry.

C'est ce dernier emplacement qui a été retenu. Il est situé dans un espace boisé qui sera défriché, ce qui aura un impact environnemental assez fort.

## Exploitation de la ligne

### Contrat

Logo de la ligne 10 du tramway pour Île-de-France Mobilités.

Comme pour la ligne T9 et dans le cadre de l'ouverture à la concurrence des transports en commun en Île-de-France, le contrat d'exploitation et de maintenance de la ligne T10 a fait l'objet d'un appel d'offres public conduit par Île-de-France Mobilités (IDFM). Le groupe RATP, à travers sa filiale RATP Cap Île-de-France, remporte le contrat le 11 octobre 2021 et exploite la ligne pour huit ans. Il s'agit précisément de RATP Cap Bièvre qui gère également le réseau de bus de la Bièvre.

### Offre de service
La ligne T10 circule tous les jours de 5 h 30 à 0 h 30 environ, à la fréquence d'un tramway toutes les 6 minutes aux heures de pointe et toutes les 8 minutes aux heures creuses.
La ligne relie la gare de La Croix de Berny (à Antony) à la station Jardin Parisien (à Clamart) en 21 minutes pour une vitesse commerciale moyenne de 19 km/h.

### Matériel roulant

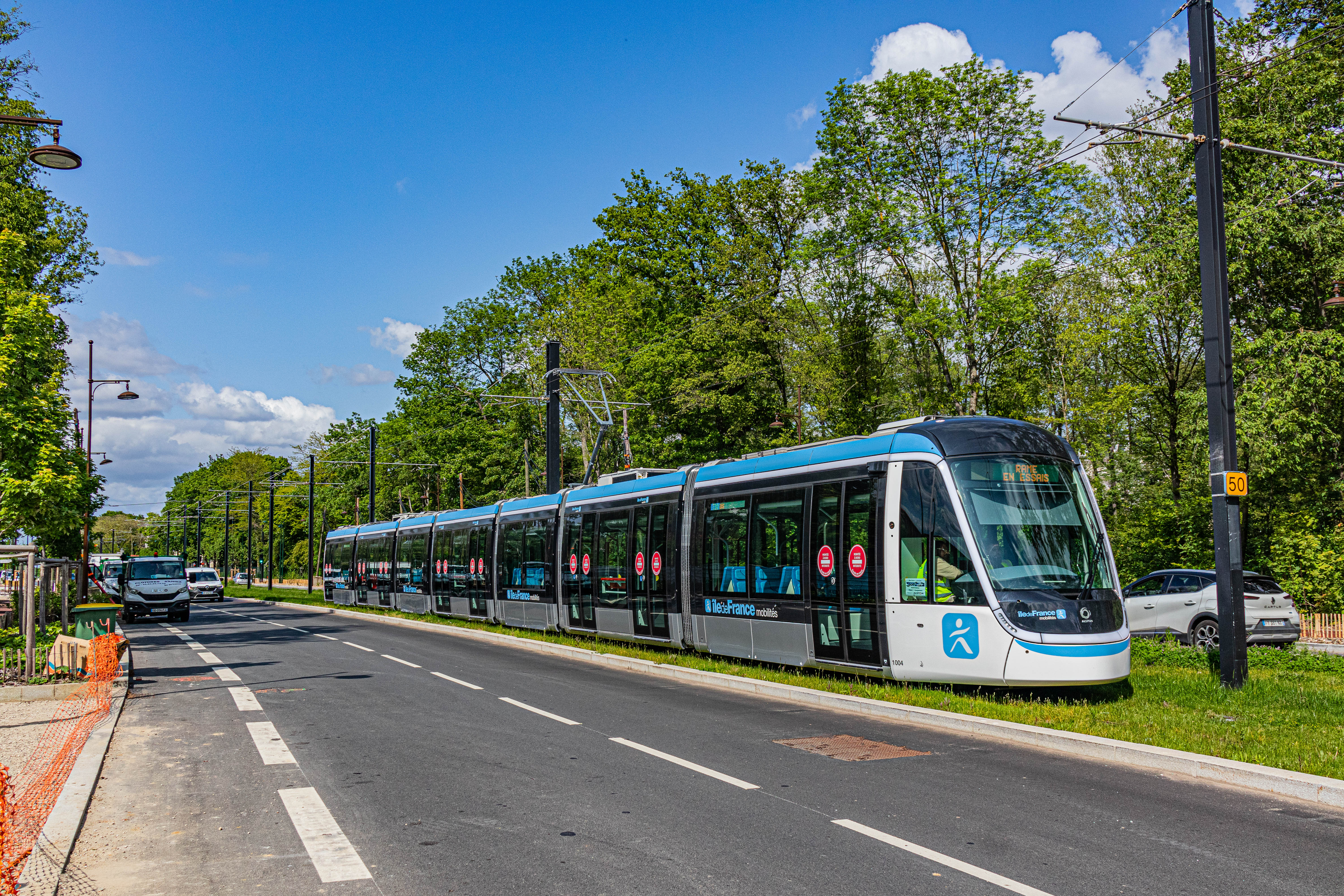
Citadis 405 en essai à Châtenay-Malabry.

Le T10 est équipé de 13 rames de 45 m de long environ et de 2,65 m de large pour une capacité de 314 voyageurs.
Le 10 novembre 2016, le STIF annonce avoir retenu l'appel d'offres d'Alstom pour la fourniture de rames Citadis X05 à fil contact.
La première rame Citadis 405 est livrée la nuit du 24 et 25 août 2022 au SMR.
La dernière rame est livrée le 27 avril 2023.

### Tarification et financement
La tarification de la ligne est identique à celle en vigueur sur tout le réseau du tramway d'Île-de-France. Un ticket « bus-tram », qui remplace le ticket t+ au 1er janvier 2025, permet un trajet simple quelle que soit la distance, avec une ou plusieurs correspondances possibles avec les autres lignes de bus et de tramway pendant une durée maximale de 1 h 30 entre la première et dernière validation. En revanche, un ticket validé dans un bus ne permet pas d'emprunter le métro, ni le Transilien et le RER. Une exception existe à titre temporaire pour l'emprunt des T11 à T13, précédemment accessibles avec le billet origine-destination, où le ticket « métro-train-RER » est nécessaire.
Le financement du fonctionnement de la ligne (entretien, matériel et charges de personnel) est assuré par l'exploitant. Cependant, les tarifs des billets et abonnements dont le montant est limité par décision politique ne couvrent pas les frais réels de transport. Le manque à gagner est compensé par l'autorité organisatrice, Île-de-France Mobilités, présidée depuis 2005 par le président du Conseil régional d'Île-de-France et composé d'élus locaux. Elle définit les conditions générales d'exploitation ainsi que la durée et la fréquence des services. L'équilibre financier du fonctionnement est assuré par une dotation globale annuelle aux transporteurs de la région grâce au versement mobilité payé par les entreprises et aux contributions des collectivités publiques.

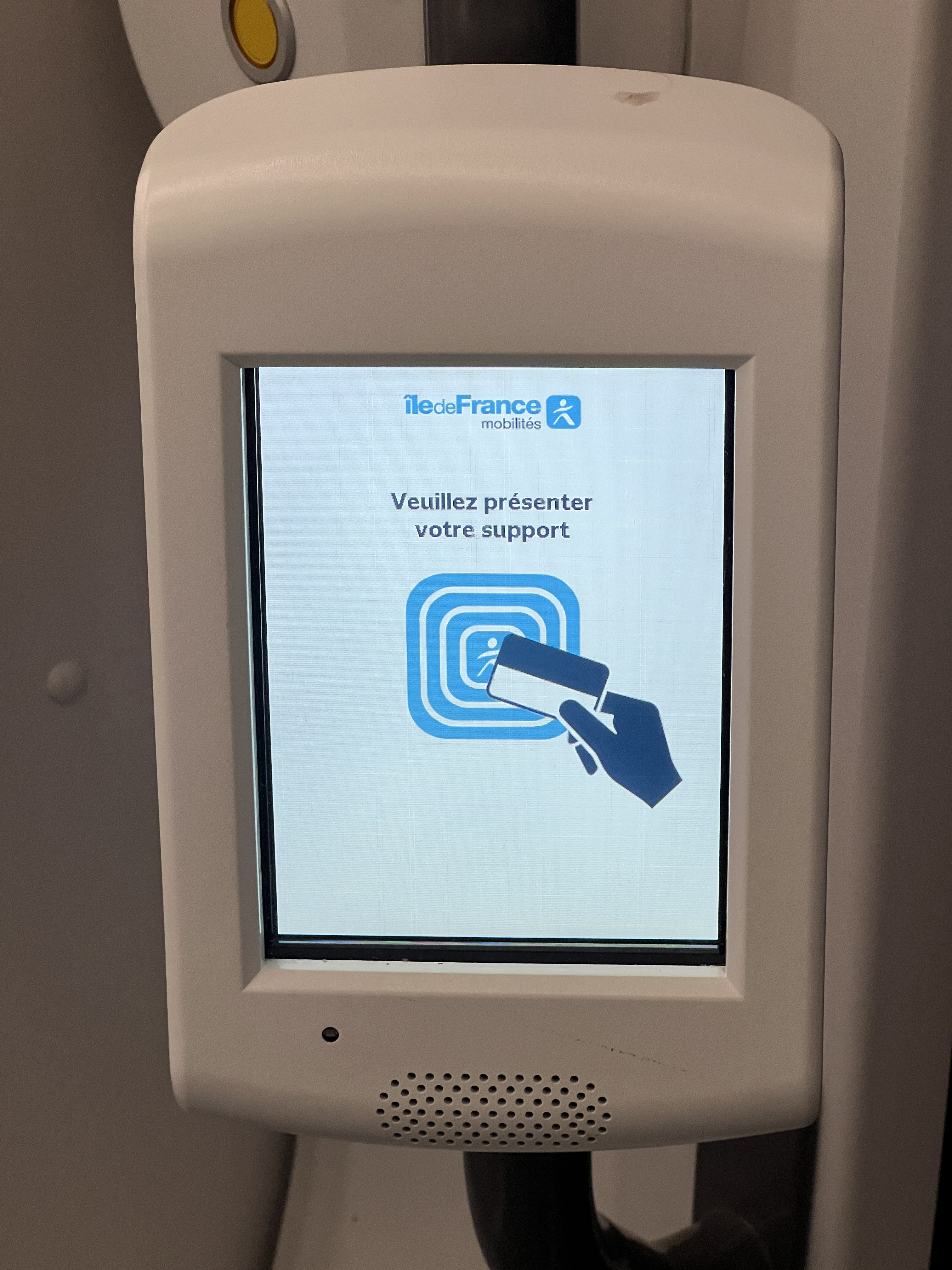
Le seul modèle de valideur présent à bords des rames de la ligne T10.

La ligne T10 est la première ligne francilienne ne possédant aucun valideur pour les tickets en format papier, seules les cartes Navigo et la validation par téléphone sont possibles.

## Financement

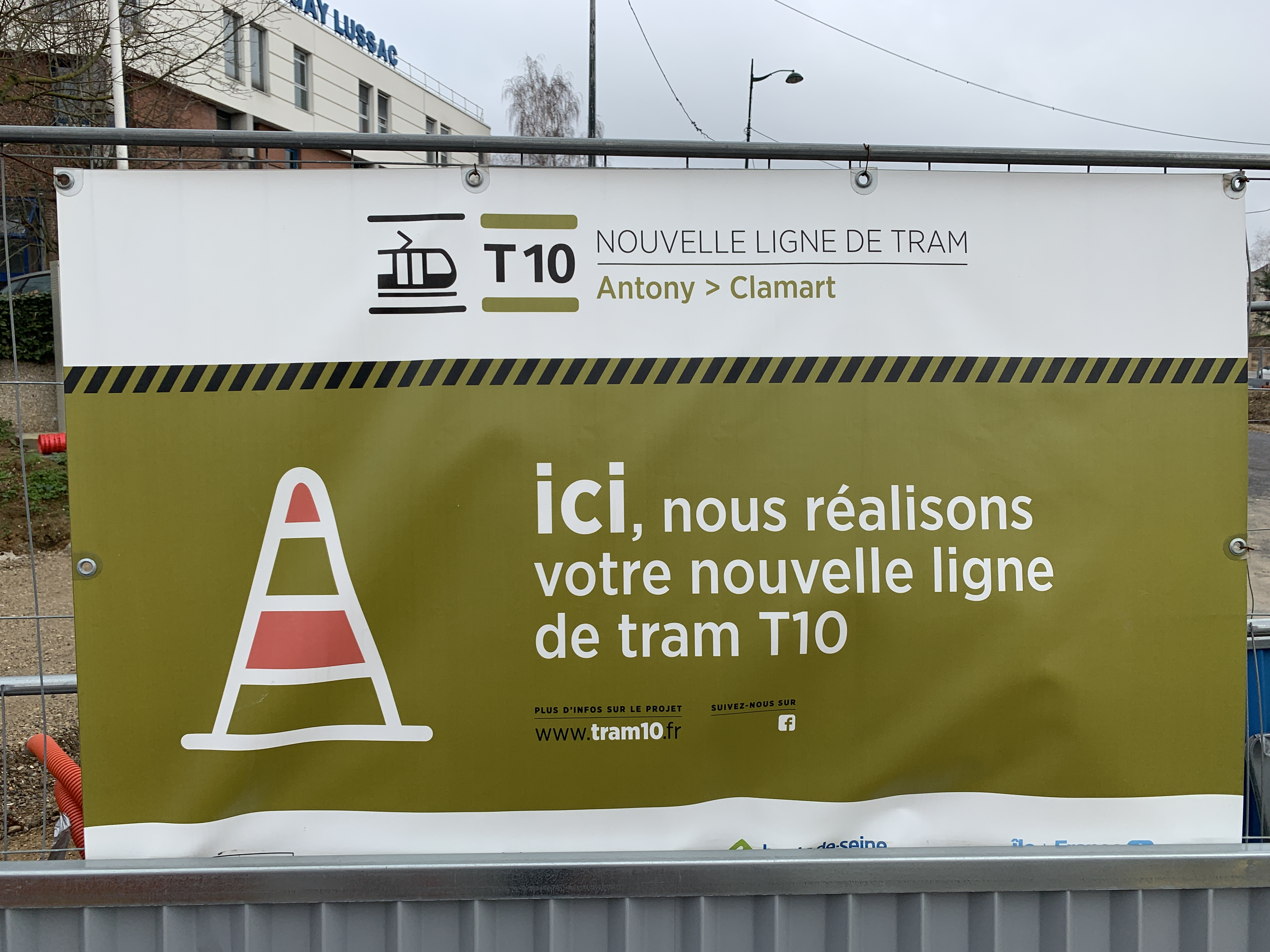
Affiche indiquant le chantier au Plessis-Robinson.

Les travaux d'infrastructures pour le tramway sont initialement estimés à environ 160 millions d'euros hors taxes, auxquels s'ajouteraient les coûts de réalisation des ateliers de maintenance et de remisage, ainsi que le coût de l'aménagement urbain de la RD 2. En 2012, c'est un budget total de 311 millions d'euros qui est annoncé pour la réalisation de la ligne.
Finalement, le budget d'investissement annoncé au démarrage des travaux est de 351 millions d'euros, auquel il faudra ajouter l'achat du matériel roulant à hauteur de 35 millions d'euros par Île-de-France Mobilités.

## Prolongement au nord

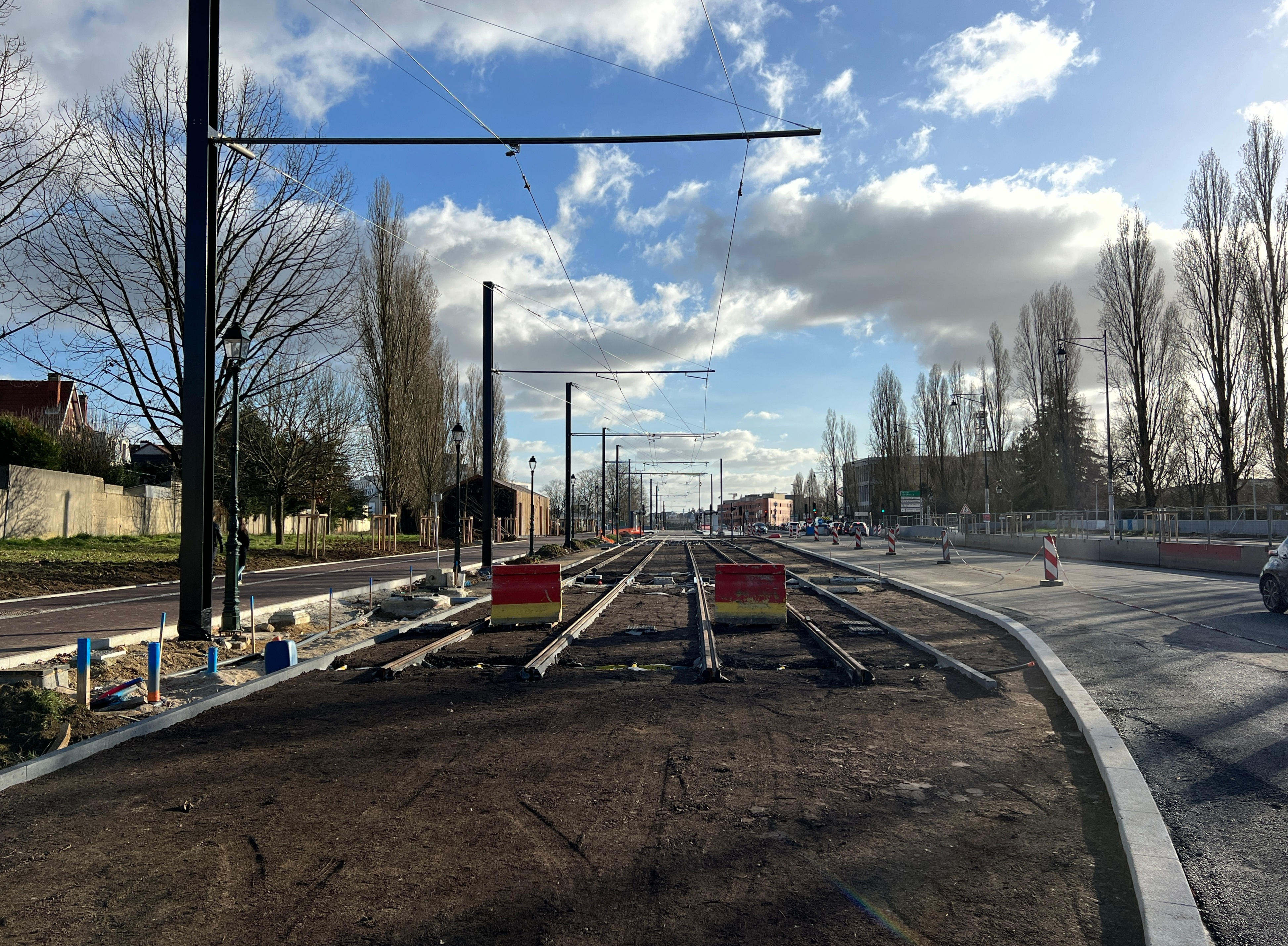
Terminus provisoire nord en attendant le prolongement.

Il est initialement envisagé de prolonger la ligne, dans une seconde phase, vers Issy-les-Moulineaux. Le prolongement est dans un premier temps projeté jusqu'à la gare d'Issy-Val de Seine, mais est ensuite redirigé vers la gare d'Issy, plus facile d'accès. À l'avenir, il est en effet prévu que celle-ci comporte une gare de la ligne 15 du Grand Paris Express ainsi qu'une station de la ligne 12 du métro de Paris. La voirie est toutefois pentue et d'une largeur insuffisante pour permettre la cohabitation entre un tramway et la circulation routière, ce qui conduit à envisager le passage par un tunnel.
En 2015, le dossier d'enquête publique précise que des options de prolongement au nord vers la gare d'Issy ou la gare de Clamart sont à l'étude, en surface ou en souterrain. En septembre 2020, la convention de financement destinée à entreprendre des études approfondies de faisabilité du prolongement est conclue pour un montant de 4 millions d'euros, partagés entre le département des Hauts-de-Seine, la région Île-de-France et l'État.
Trois tracés, en majorité souterrains, sont alors retenus, dont deux abandonneraient la desserte de la station Place du Garde. Les travaux étant arrêtés à Jardin Parisien, Île-de-France Mobilités (IDFM) envisage en mai 2022 un tracé jusqu'à une station souterraine gare de Clamart en correspondance avec la ligne 15, avec deux stations intermédiaires souterraines, Mairie de Clamart et Centre de Clamart, qui impliquerait de ne pas réaliser la station Place du Garde.
Une concertation publique relative au prolongement de la ligne est organisée du 27 février au 24 avril 2023. À l'issue de celle-ci, IDFM décide de poursuivre les études du scénario en tunnel et d’écarter le scénario en surface, tel que présenté à la concertation préalable. La mise en service du projet, sous réserve des financements nécessaires, est prévue en 2032. L'enquête publique est prévue au printemps 2026.
|  |   |  | Station           | Lat/Long                    | Zone | Communes | Correspondances                            |
|  | - |  | ----------------- | --------------------------- | ---- | -------- | ------------------------------------------ |
|  | ■ |  | Jardin Parisien   | 48° 47′ 30″ N, 2° 15′ 09″ E | 3    | Clamart  |                                            |
|  | • |  | Mairie de Clamart | 48° 48′ 00″ N, 2° 15′ 47″ E | 3    | Clamart  | En attente d'études et procédures en cours |
|  | • |  | Centre de Clamart | 48° 48′ 20″ N, 2° 16′ 07″ E | 3    | Clamart  | En attente d'études et procédures en cours |
|  | ■ |  | Gare de Clamart   | 48° 48′ 50″ N, 2° 16′ 23″ E | 2    | Clamart  | existant : en construction :               |

## Galerie de photographies

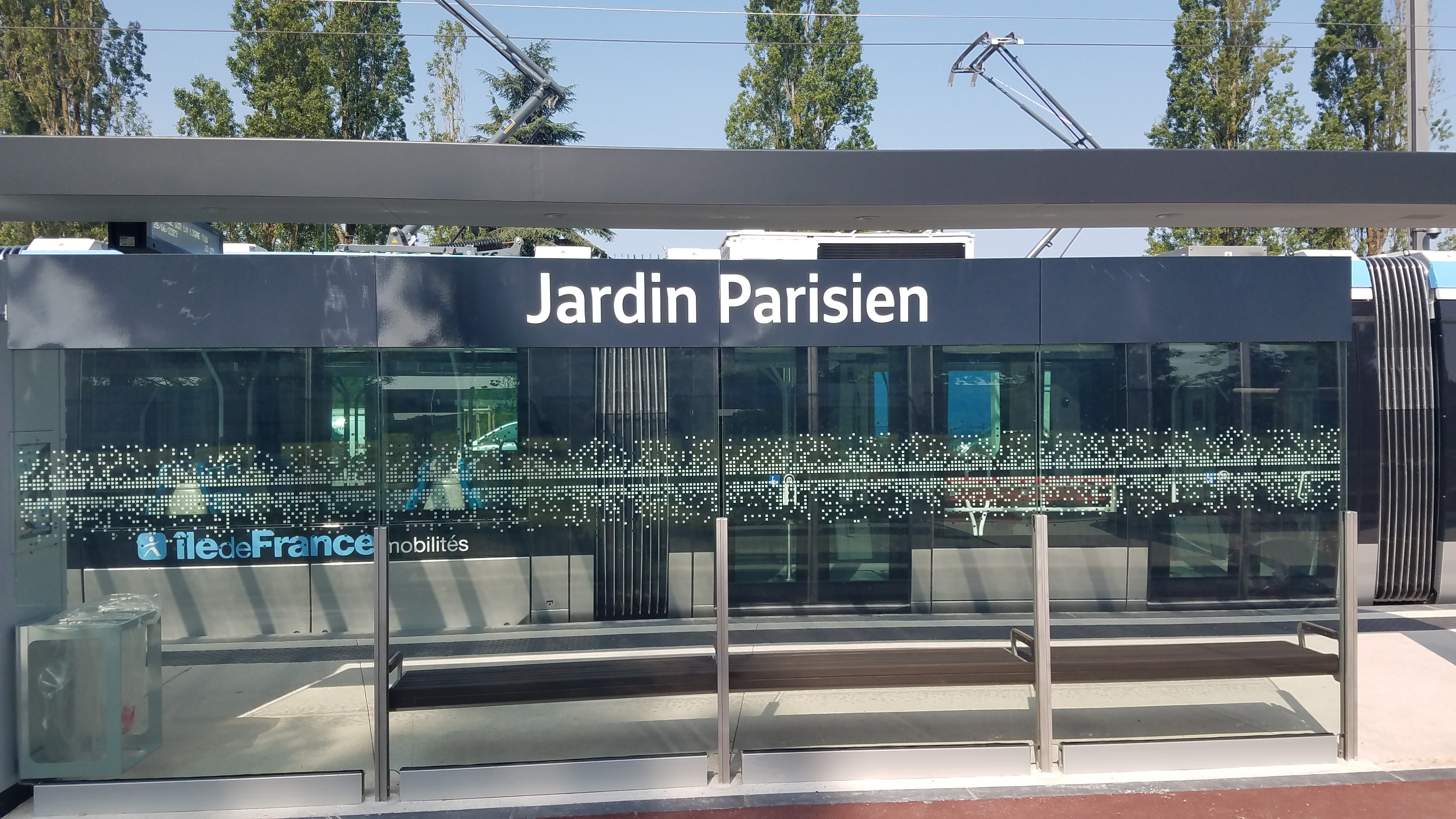
Station Jardin Parisien.
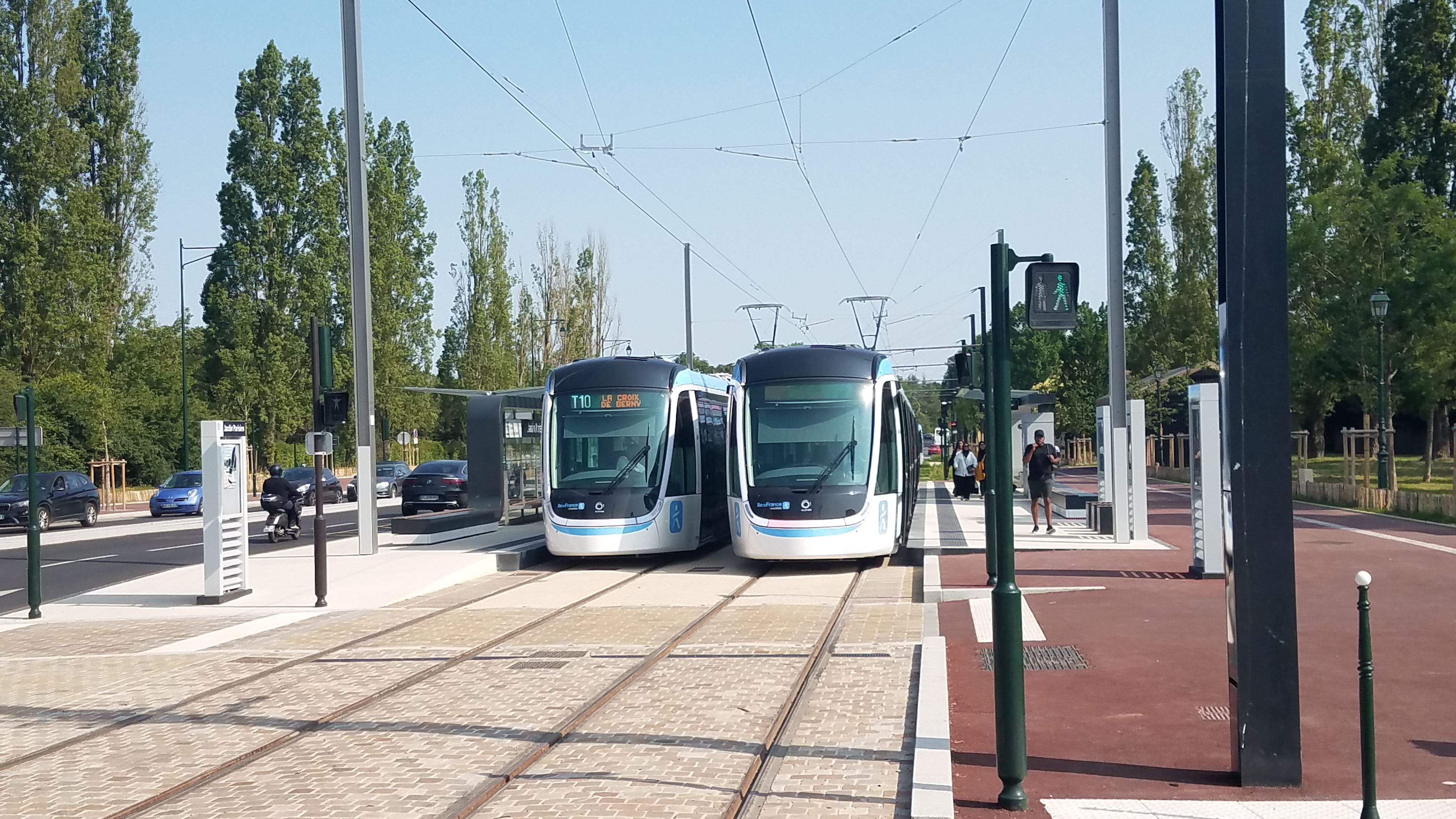
Rames à la station Jardin Parisien.
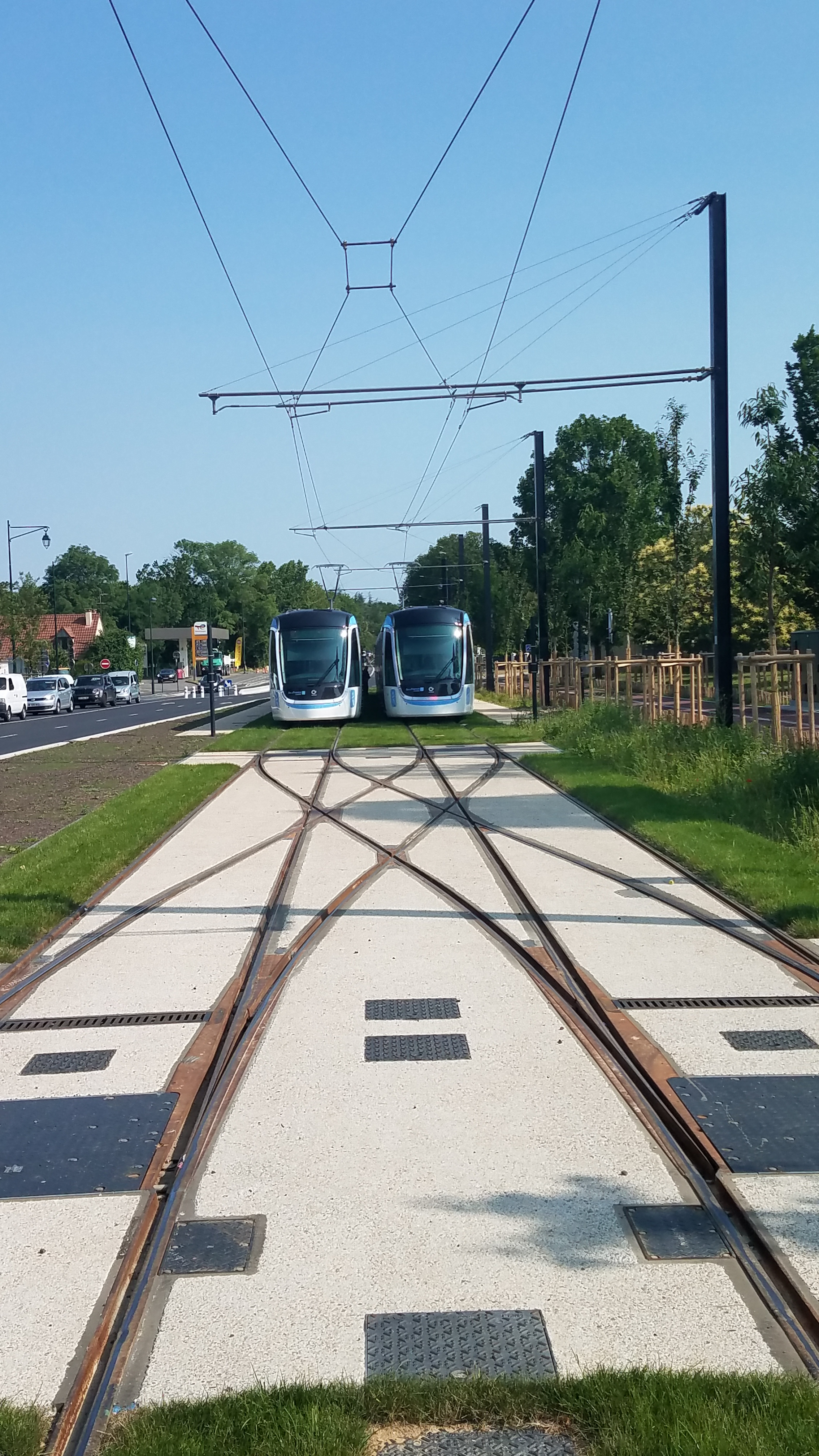
Voies de garage au terminus Jardin Parisien.
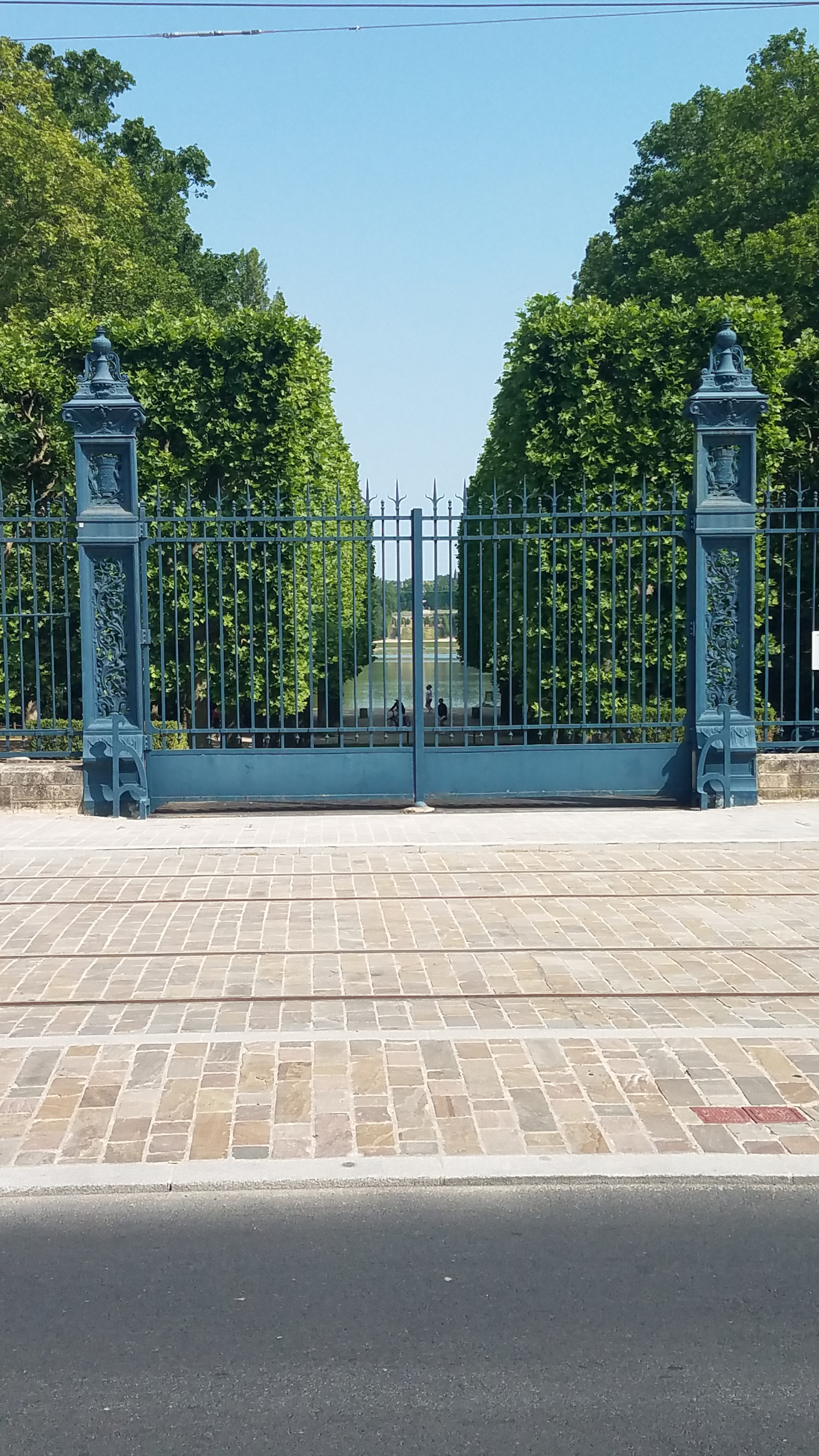
Voies devant le parc de Sceaux, près de la station La Croix de Berny.
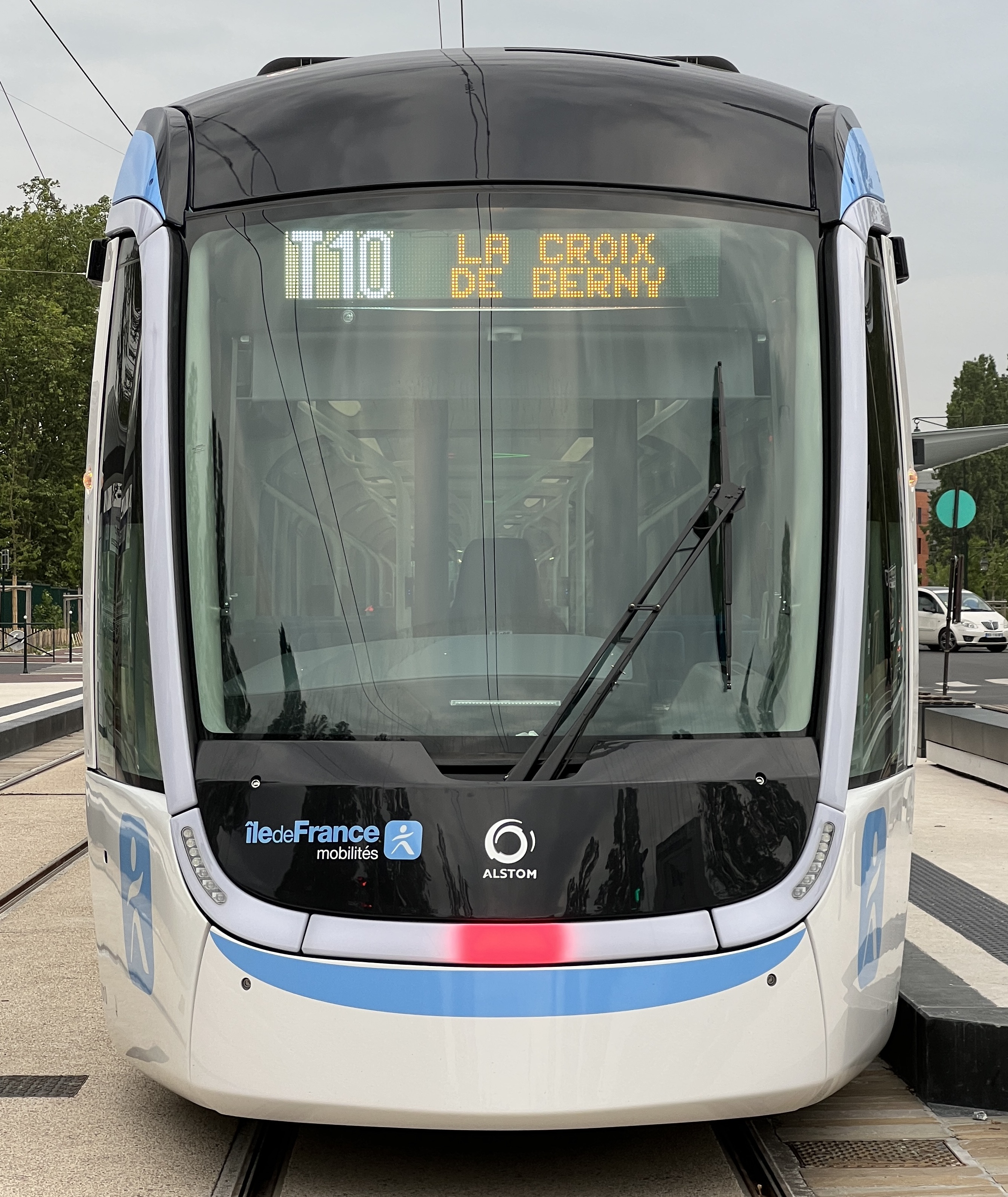
Une rame en stationnement à la station Jardin Parisien.
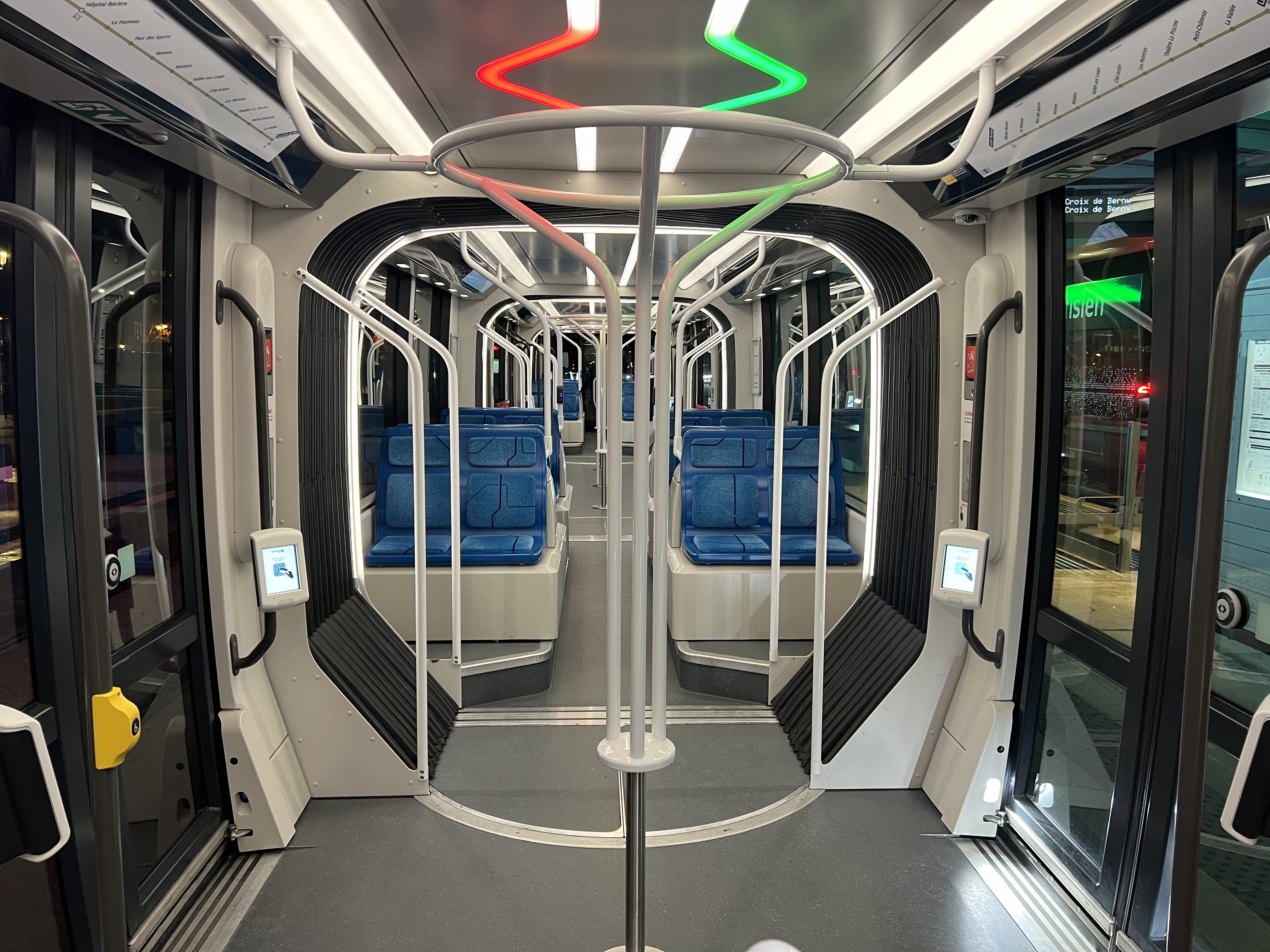
Intérieur d'une rame en stationnement à la station Jardin Parisien.
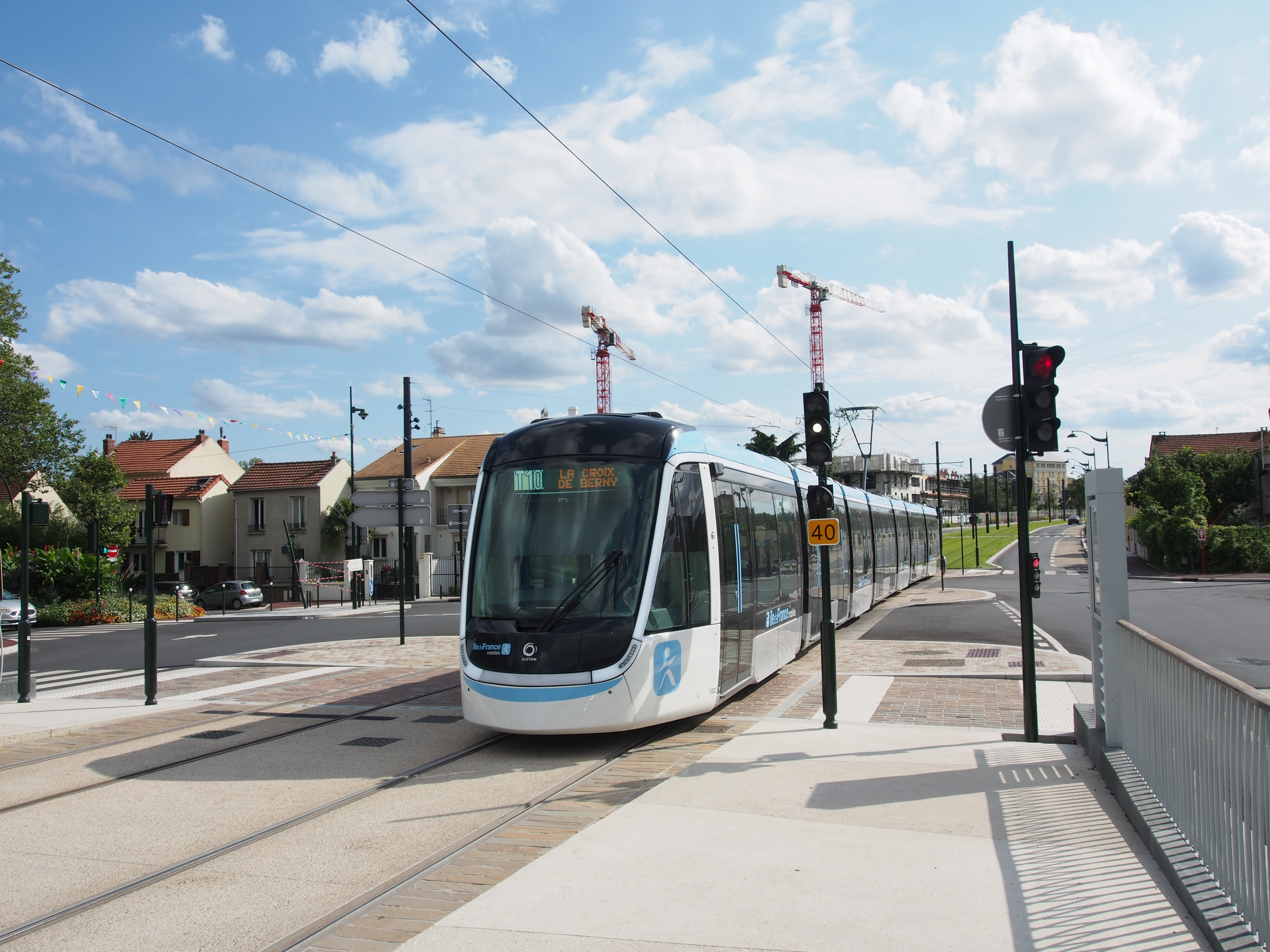
Une rame au départ de la station Le Hameau.

## Lieux desservis

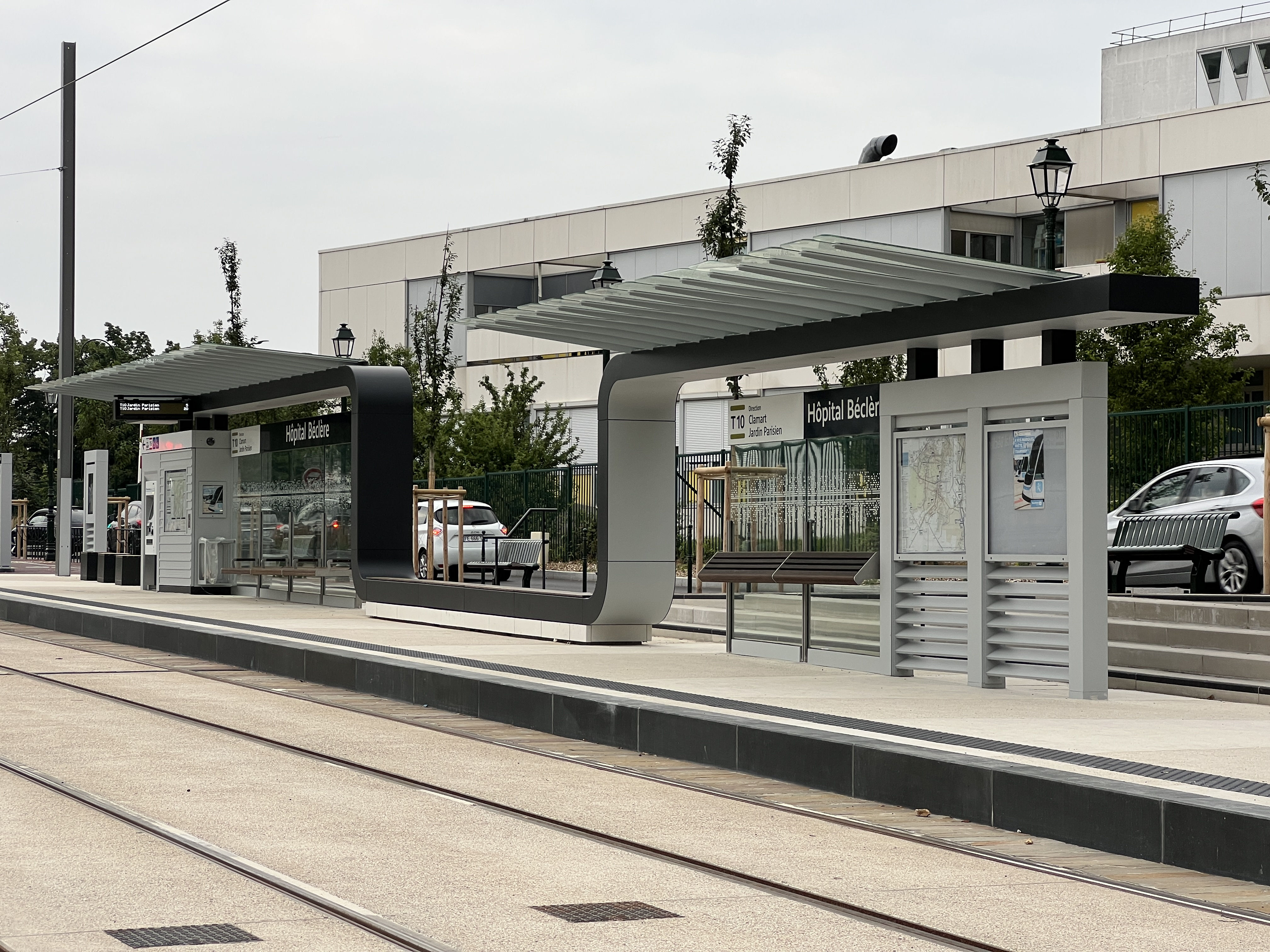
La station Hôpital Béclère et l'hôpital du même nom (en arrière-plan).

La ligne T10 dessert, du nord au sud, les lieux suivants : 
- la forêt de Meudon (station Jardin Parisien)
- l'hôpital Antoine-Béclère (station Hôpital Béclère) ;
- le cimetière du Plessis-Robinson (station Le Hameau) ;
- la zone d'emplois Novéos au Plessis-Robinson (station Noveos) ;
- le siège et le centre d'entraînement du Racing 92 (station Parc des Sports) ;
- la forêt de Verrières (station Malabry) ;
- le parc départemental de la Vallée-aux-Loups (stations Vallée aux Loups et Cité Jardin) ;
- le théâtre de l'Azimut (stations Théâtre La Piscine et Les Peintres) ;
- le parc de Sceaux  (station La Croix de Berny) .